# Gilberto Horacio Molina
Gilberto Horacio Molina (Bell Ville, 1917-Córdoba, 2007) fue un escritor y político argentino, intendente municipal de la ciudad de Córdoba entre 1958 y 1960.

## Biografía
Nació el 26 de febrero de 1917 en Bell Ville, provincia de Córdoba. 
En 1934 obtuvo el título de maestro en la Escuela Normal Nacional José Figueroa Alcorta. Cursó estudios de abogacía en la Facultad de Derecho y Ciencias Sociales de la Universidad Nacional de Córdoba, egresando en 1949.
Se desempeñó como maestro en la Escuela N° 11 de Monte Maíz desde 1935 hasta 1943 y posteriormente como profesor de literatura del Instituto Municipal de Educación de Córdoba entre 1961 y 1962. 
En el ámbito político adhirió al radicalismo y, tras la división del partido en 1957, pasó a formar parte de la Unión Cívica Radical Intransigente. En 1958 fue candidato a intendente de Córdoba por la UCRI, enfrentando a Pedro Sorrentino (UCRP) y Emilio Olmos (h) (PD). Molina resultó electo en los comicios del 23 de febrero y asumió el 1º de mayo de ese año. Ocupó la intendencia hasta ser desplazado por la intervención federal a la provincia de Córdoba producida en junio de 1960.
En 1973 se incorporó al FREJULI y fue electo diputado nacional por Córdoba, ocupando una banca en la cámara baja hasta el golpe de Estado de 1976.
Como escritor publicó Poemas de la senda clara (1940), Aire de encantamiento (1972), Miguel de Unamuno, su poesía y su filosofía (1987), José Ortega y Gasset, pensamiento y magisterio del filósofo (1987), Tres gritos por la patria (1988), Abraham Valdéz, sociólogo de América (1989), Reflexiones sobre la guerra de las islas Malvinas (1995) y Tanta gente solitaria (1998). Fue presidente de la Sociedad Argentina de Escritores entre 1992 y 1995.
Publicó en los diarios La Prensa y La Voz del Interior. Falleció el 2 de febrero de 2007 en la ciudad de Córdoba.